# Castillo de Caravaca
El castillo de Caravaca es una fortaleza situada en Caravaca de la Cruz (Región de Murcia, España). Localizado en la cima de la colina en la que se encuentra la población, en su interior está la Basílica de la Vera Cruz

## Historia
Los orígenes de esta fortaleza hay que situarlos en época islámica. Entre los siglos XII-XIII, el autor árabe al-Yacut señala la existencia del hisn de Caravaca: un punto fortificado que centralizaba el control de los campos circundantes y la defensa de la población rural.
El rey Alfonso X de Castilla y León donó el castillo a la Orden del Temple tras finalizar la revuelta mudéjar de 1264-1266. Fue la única encomienda de la orden en el reino de Murcia, y de él dependían el castillo de Cehegín y el castillo de Bullas.
La orden desapareció en el siglo XIV, y pasó a manos de la Orden de Santiago. En su interior fue levantada la Basílica de la Vera Cruz en el siglo XVII, lo que ha podido conservar los restos del castillo, principalmente el recinto amurallado.

## Arquitectura

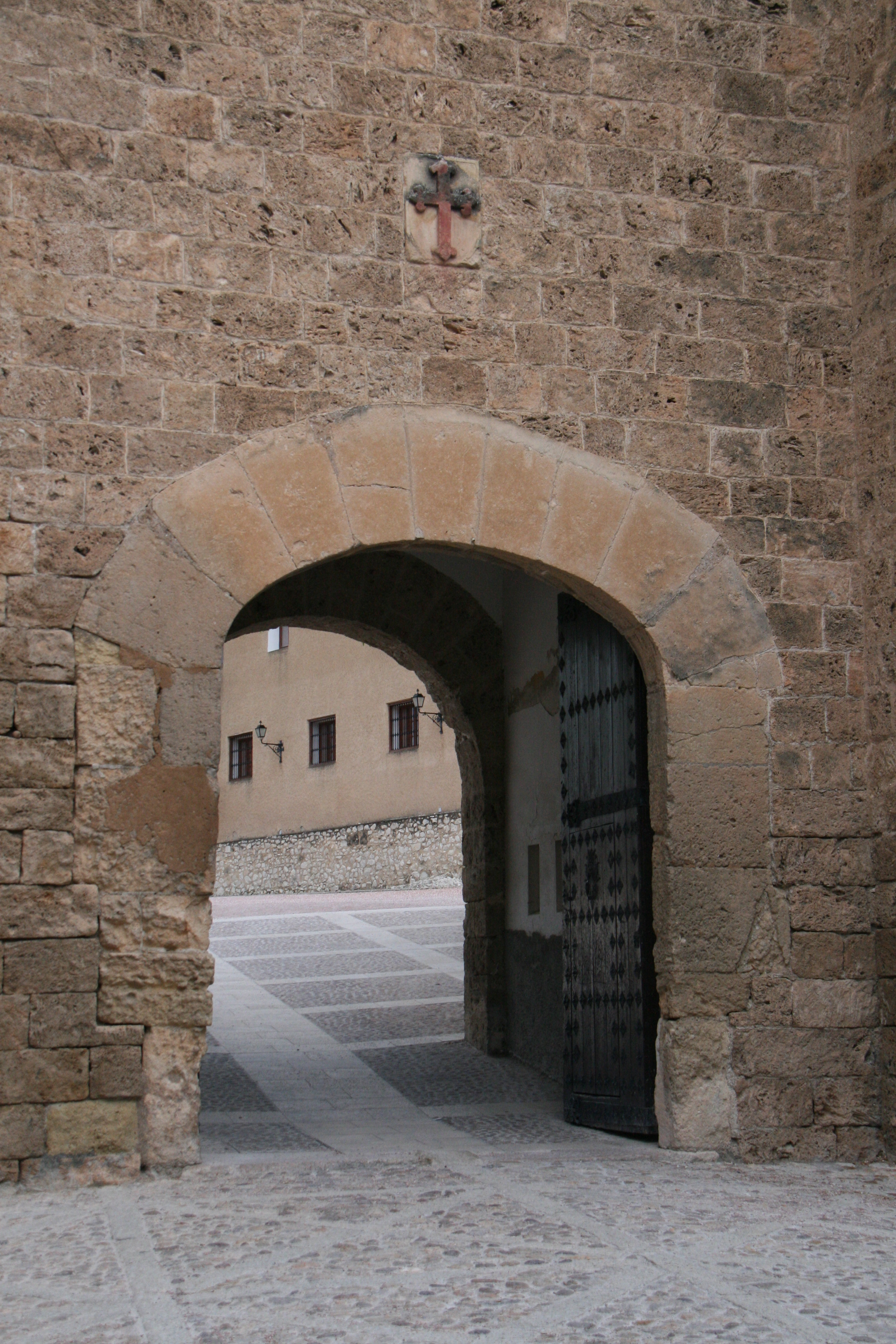
Puerta

Desde antiguo, es conocida la composición exterior de la fortaleza por un recinto de muros flanqueados por catorce torres de diferente tamaño, de las cuales tres de ellas tienen planta semicircular y son, probablemente, de construcción posterior a las de planta cuadrada.
Destaca la disposición de la puerta principal, flanqueada por dos torreones, una de ellas la conocida Torre de las Toscas, que estuvo relacionada con la primigenia iglesia de Santa María la Real, y en cuyo frente podemos apreciar un pequeño vano geminado. Aun así la fortaleza tuvo dos puertas. La principal era la actual, que entroncaba con el camino hacia Lorca y Granada, y el segundo acceso lo constituía otro portón que iniciaba la vía de Cehegín y Calasparra.
Dentro de la explanada interior existe otro recinto, que se situaría en el espacio donde hoy se establecen la basílica y su claustro. Se trataría del último reducto defensivo, de planta cuadrangular y dotado de seis torres, con salida directa al exterior del espacio amurallado. Su estructura más importante es la torre del homenaje, la llamada Torre Chacona, que pone en contacto el recinto exterior con el inferior, y se convierte en un elemento fortificado de primer orden, con la posibilidad de ejercer su defensa con independencia del conjunto.